# Parc de Vaksali
 (avril 2025).
Si vous disposez d'ouvrages ou d'articles de référence ou si vous connaissez des sites web de qualité traitant du thème abordé ici, merci de compléter l'article en donnant les références utiles à sa vérifiabilité et en les liant à la section « Notes et références ».
 (avril 2025).
Le parc de Vaksali (estonien : Vaksali park) parc de l'ours (estonien : Karu park)  est un parc du quartier Vaksali de Tartu en Estonie.

## Présentation
Le parc Vaksali est situé entre la rue Jaan Tõnisson tänav et la rue Julius Kuperjanov tänav.
Le parc a une superficie de 1,9 hectare. 
Il abrite actuellement une fontaine au centre de laquelle se dresse une sculpture en granit d'un ours. 
La statue a été sculptée par Ole Ehelaid en 1957.
En 2012, une aire de jeux pour enfants a été aménagée dans le parc.

## Galerie

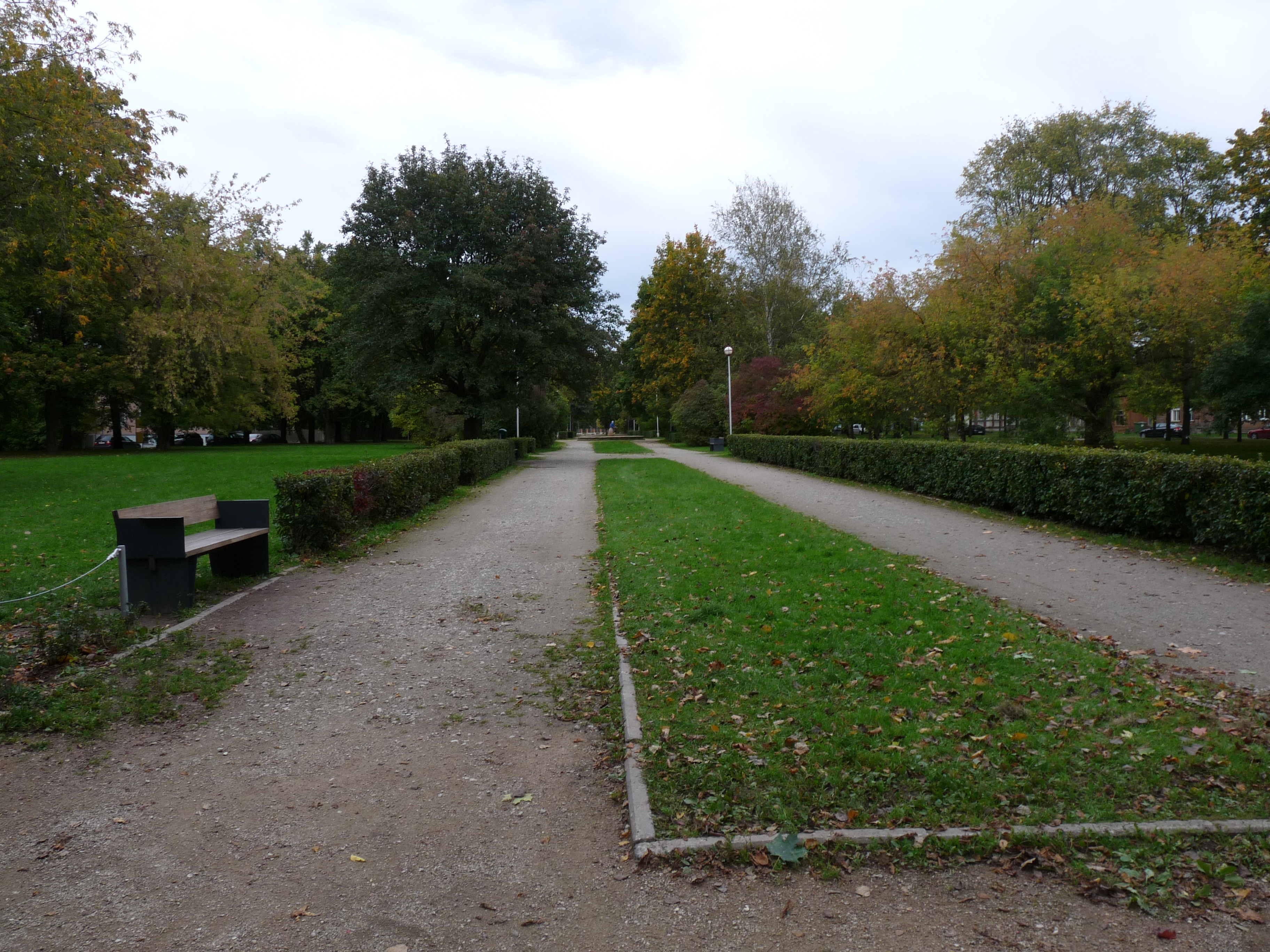
Vue du parc depuis la gare.
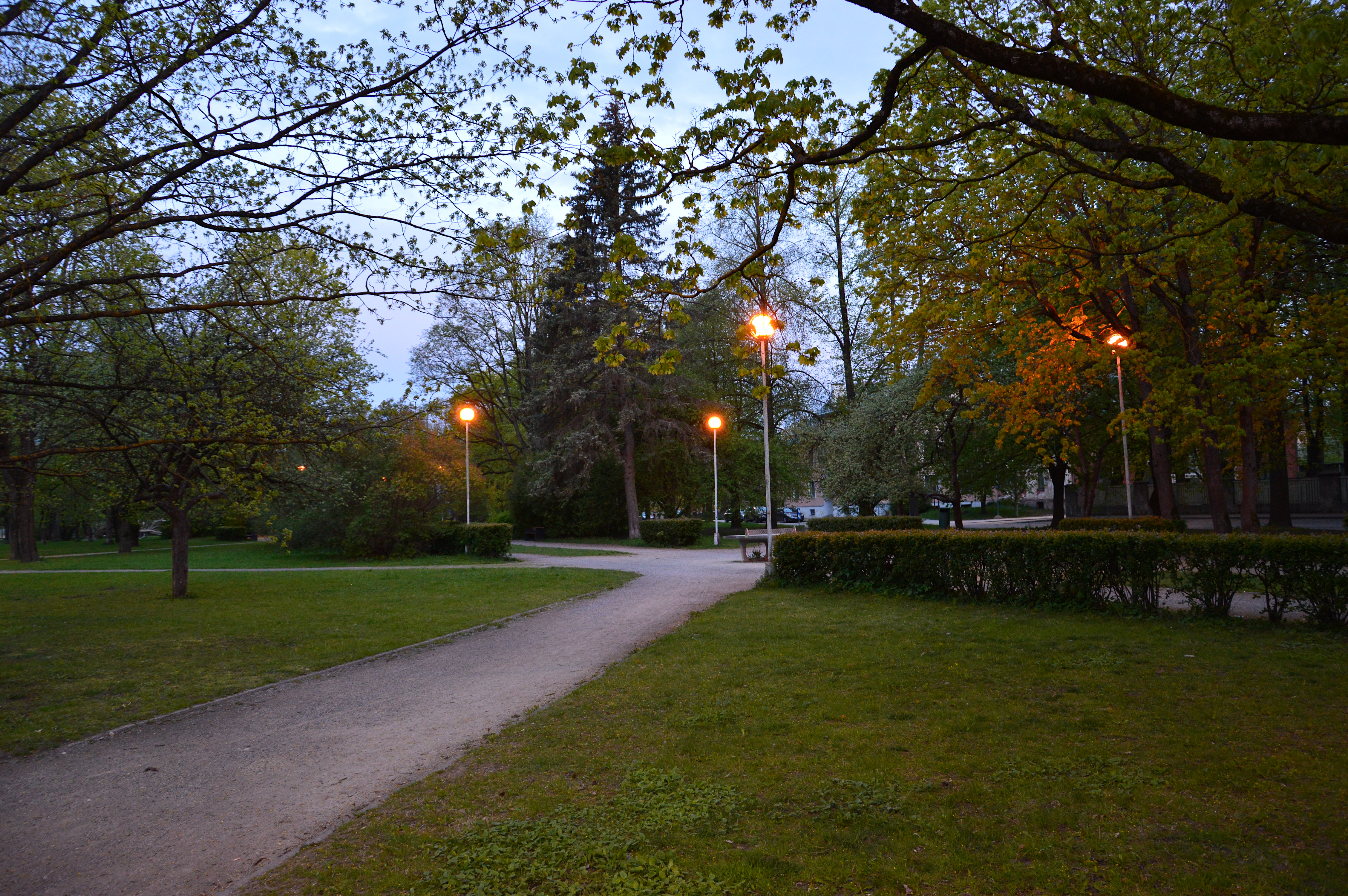
Parc Vaksali au petit matin.
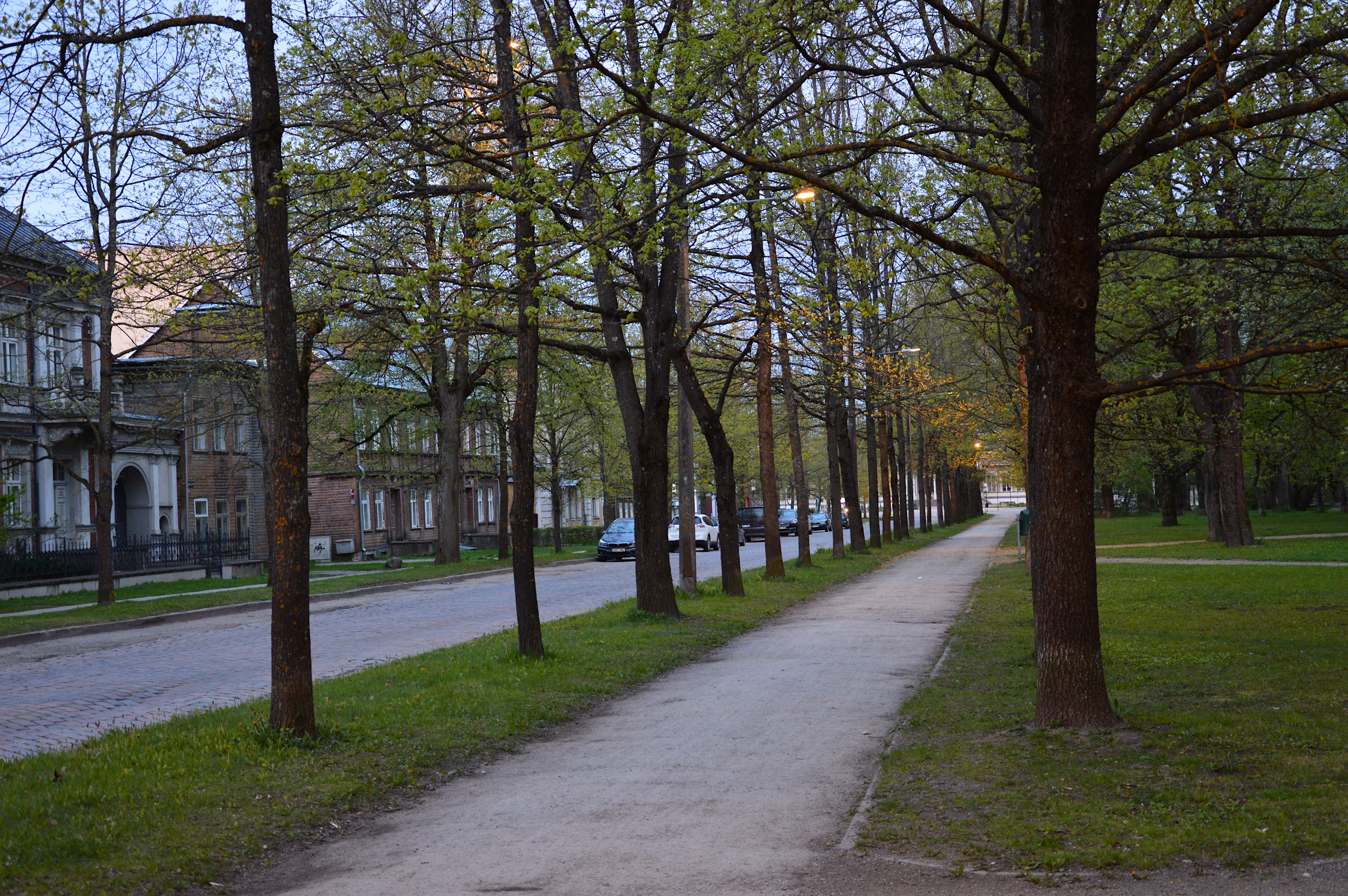
La lisière du parc, côté rue Julius Kuperjanov.
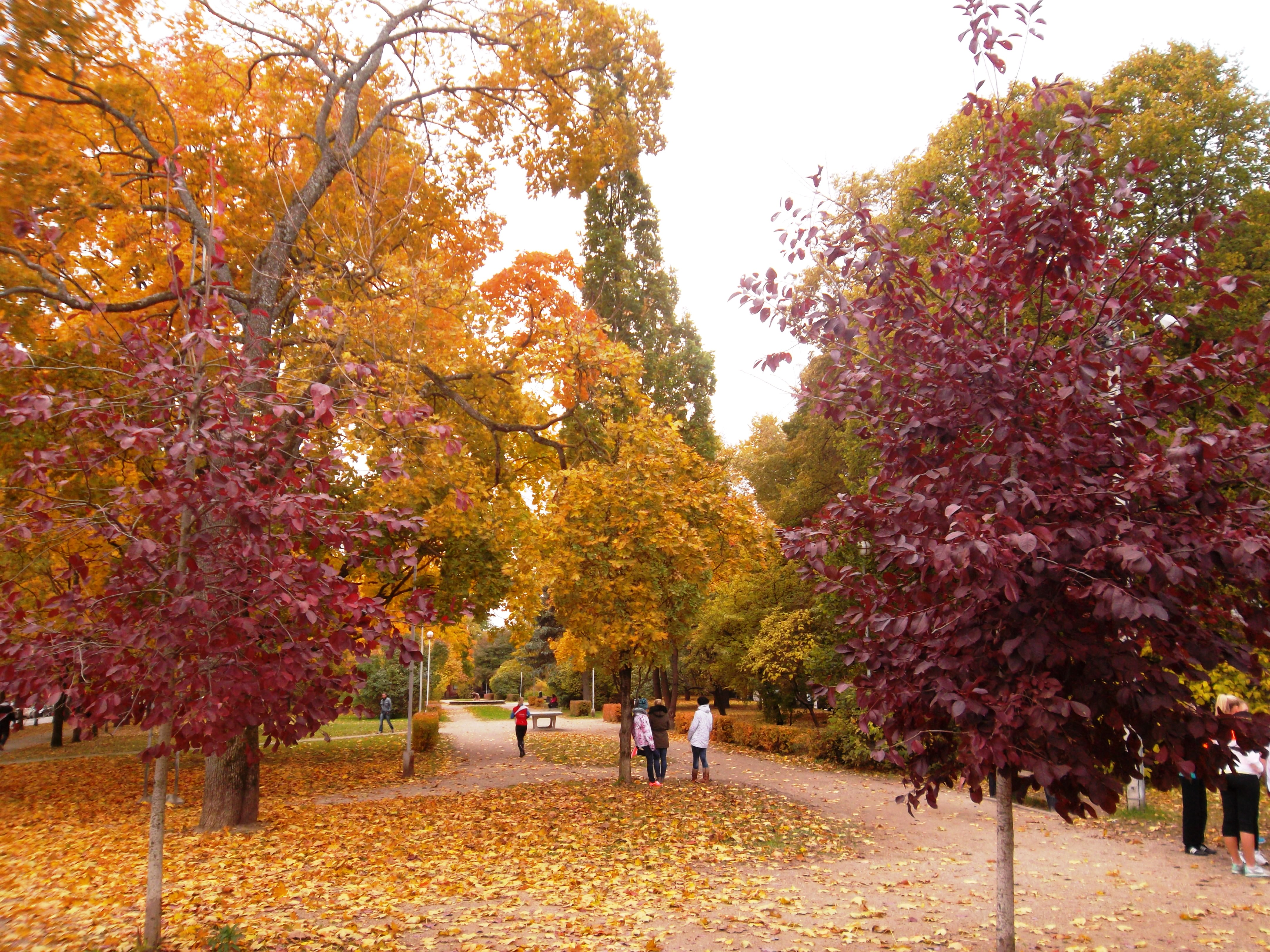
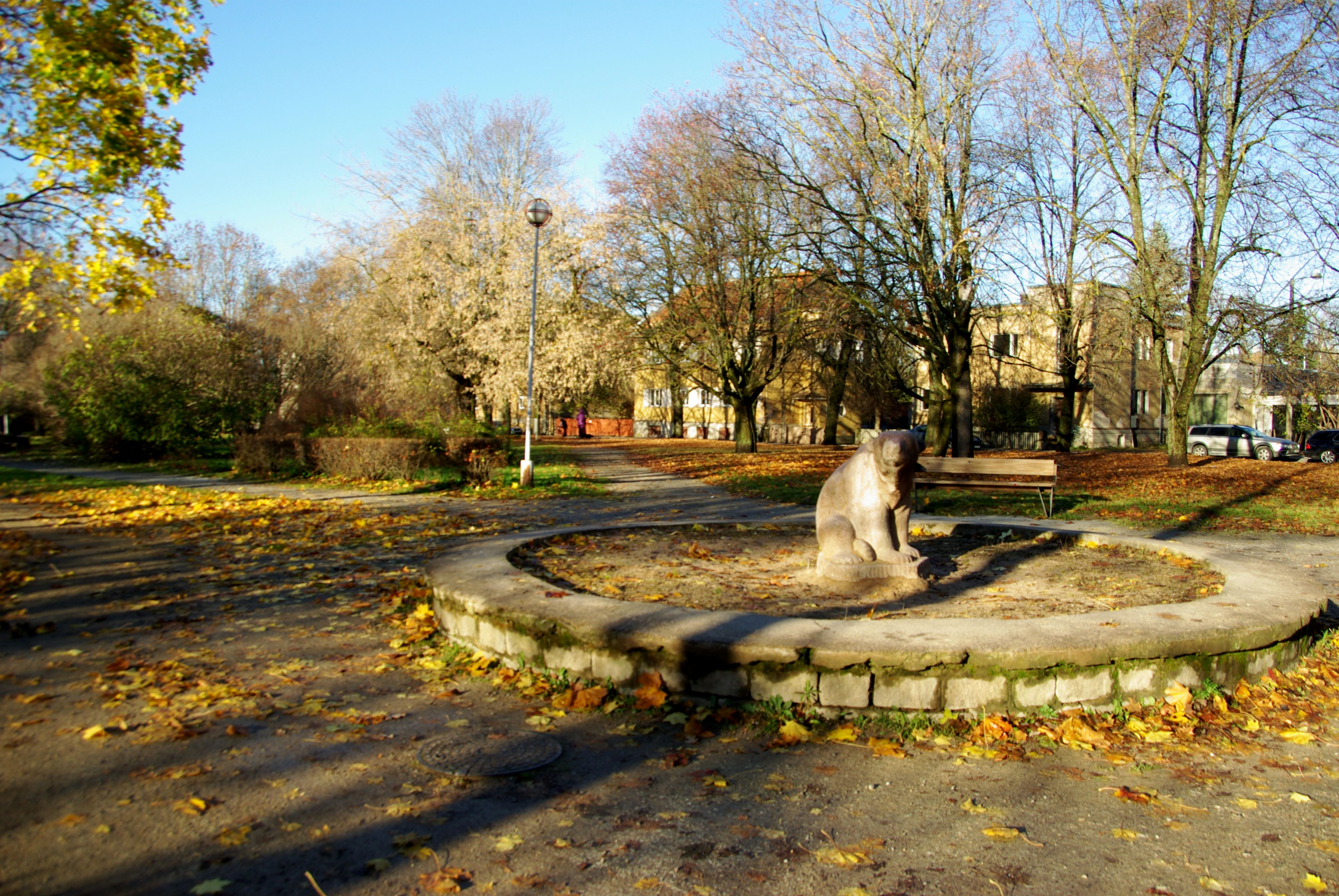